# BC Siegtal 89
Der BC Siegtal 89 (vollständiger Name: Billard Club Siegtal 89 e. V.) ist ein Billardverein aus Siegen.

## Geschichte
Der BC Siegtal wurde 1989 in Siegen-Eiserfeld gegründet. In der Saison 1999/2000 erreichte er das Finale des deutschen 8-Ball-Pokals, verlor jedoch gegen den PBC Brambauer. 2010 wurde der BC Siegtal 89 in der Oberliga Westfalen Fünfter. Ein Jahr später gelang der Aufstieg in die Regionalliga. Dort erreichte die Mannschaft mit lediglich einer Niederlage den ersten Platz und stieg somit in die 2. Bundesliga auf. Dort wurde die Mannschaft 2013 Dritter und stieg in der Saison 2013/14 erstmals in die 1. Bundesliga auf. In die Saison 2014/15 starteten die Siegener mit einem Unentschieden beim PBC Schwerte 87, dem späteren Deutschen Meister. Ina Kaplan wurde dabei als erste Frau überhaupt in der höchsten deutschen Poolbillardliga eingesetzt. Nachdem man in der Spielzeit noch unter anderem gegen den BSV Dachau und Fortuna Straubing unentschieden gespielt hatte, stieg man am Saisonende sieglos mit lediglich sechs Punkten als Achtplatzierter in die zweite Liga ab. In der Saison 2015/16 schaffte man, drei Punkte vor dem 1. PBC Gera, als Sechster nur knapp den Klassenerhalt.
Ina Kaplan wurde bislang achtmal als Spielerin des BC Siegtal Deutsche Meisterin im Dameneinzel.
Die zweite Mannschaft des BC Siegtal 89 stieg 2011 als Dritter der Landesliga Westfalen in die Verbandsliga auf. Dort kam sie 2012 und 2013 auf den fünften Platz, bevor sie 2014 als Zweiter in die Oberliga aufstieg. Zwei Jahre später folgte mit dem elften Platz der Abstieg in die Verbandsliga.

### Platzierungen seit 2009
| Erste Mannschaft | Erste Mannschaft          | Erste Mannschaft |
| Saison           | Liga (Spielklasse)        | Platz            |
| ---------------- | ------------------------- | ---------------- |
| 2009/10          | Oberliga Westfalen (4)    | 5                |
| 2010/11          | Oberliga Westfalen (4)    | 1                |
| 2011/12          | Regionalliga Süd-West (3) | 1                |
| 2012/13          | 2. Bundesliga Süd (2)     | 3                |
| 2013/14          | 2. Bundesliga Süd (2)     | 1                |
| 2014/15          | 1. Bundesliga (1)         | 8                |
| 2015/16          | 2. Bundesliga Süd (2)     | 6                |
| 2016/17          | 2. Bundesliga Süd (2)     | 3                |
| 2017/18          | 2. Bundesliga Nord (2)    | 2                |
| 2018/19          | 1. Bundesliga             | 7                |

| Zweite Mannschaft | Zweite Mannschaft          | Zweite Mannschaft |
| Saison            | Liga (Spielklasse)         | Platz             |
| ----------------- | -------------------------- | ----------------- |
| 2009/10           | Landesliga Westfalen 2 (6) | 4                 |
| 2010/11           | Landesliga Westfalen 2 (6) | 3                 |
| 2011/12           | Verbandsliga Westfalen (5) | 5                 |
| 2012/13           | Verbandsliga Westfalen (5) | 5                 |
| 2013/14           | Verbandsliga Westfalen (5) | 2                 |
| 2014/15           | Oberliga Westfalen (4)     | 9                 |
| 2015/16           | Oberliga Westfalen (4)     | 11                |
| 2016/17           | Verbandsliga Westfalen (5) |                   |

## Aktuelle und ehemalige Spieler
(Auswahl)
- Philipp Joswiak
- Ina Kaplan
- Jörn Kaplan
- Ralf Kotewitsch
- Patrick Ruhnow
- Klaus Schumacher
- Marco Tschudi